# Lidija Timofejeva

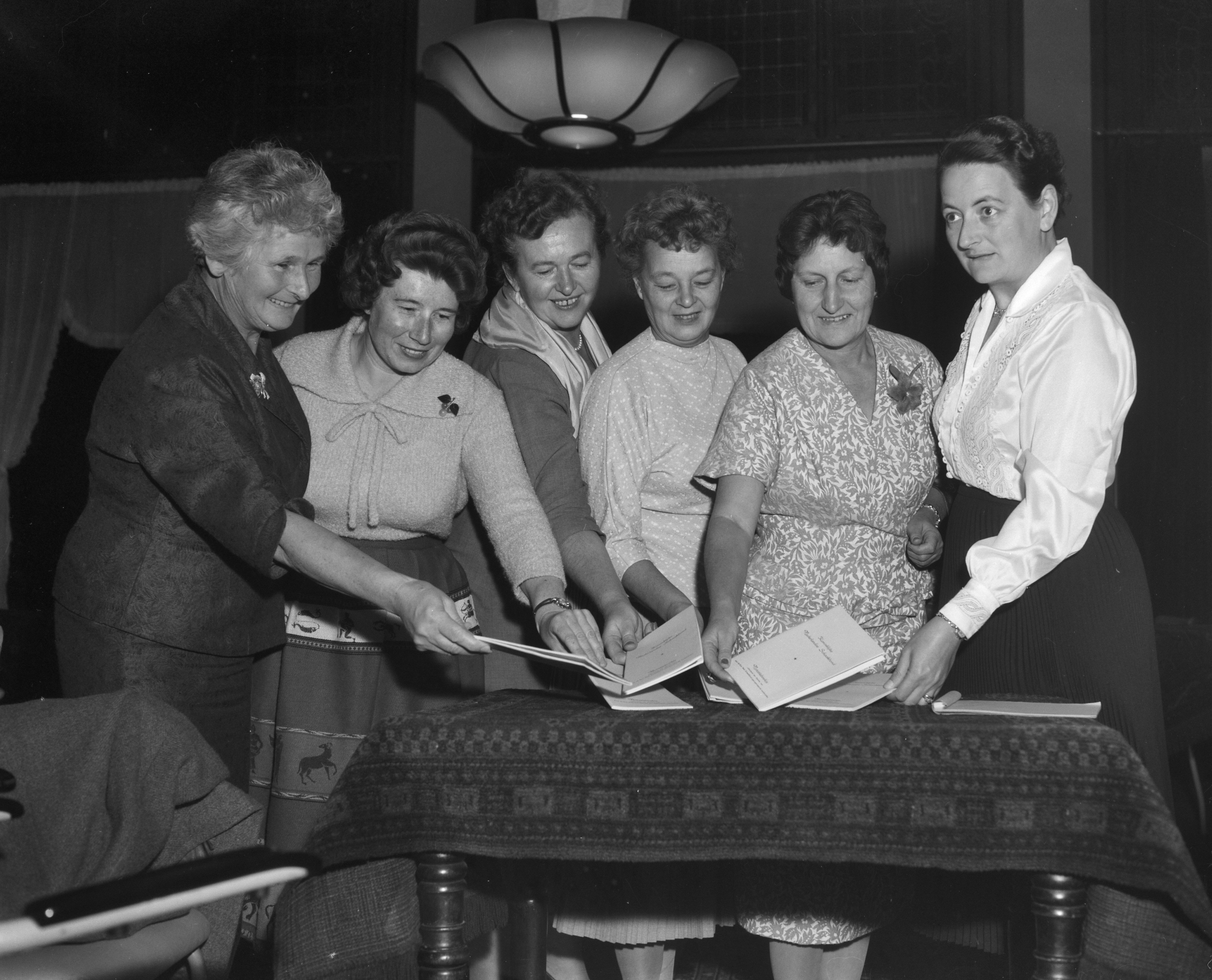
Lidija Timofejeva (4. von links) beim Turnier in Amsterdam 1959

Lidija Timofejeva, serbisch: Лидија Тимофејева (* 1906; † nach 1956) war eine serbische Schachspielerin russischer Herkunft. Sie gewann dreimal die Jugoslawische Frauenschachmeisterschaft in den Jahren 1947, 1948 und 1949.

## Werdegang
Von Ende der 1940er bis Anfang der 1960er Jahre war Lidija Timofejeva eine der führenden jugoslawischen Schachspielerinnen. Sie nahm wiederholt an der jugoslawischen Frauenschachmeisterschaft teil, bei der sie dreimal hintereinander den Meistertitel gewann: 1947, 1948 und 1949. Bei der ersten Schacholympiade der Frauen in Emmen 1957 spielte Lidija Timofejeva am ersten Brett für Jugoslawien. Sie erreichte fast 50 % der möglichen Punkte (+4, = 5, -5) und konnte ihre Partie gegen Olga Rubtsova, die Schachweltmeisterin der Frauen, gewinnen. 1959 belegte Lidija Timofejeva den 4. Platz beim Internationalen Frauenschachturnier in Amsterdam.